# Ordnance Survey

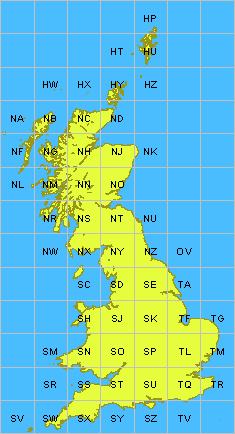
Schema delle Ordnance Survey maps of Great Britain

L’Ordnance Survey è l'ente pubblico dello Stato Britannico incaricato di redigere la cartografia della nazione. Non dipende da alcun ministero. È stato fondato nel 1791 ed ha sede a Southampton.